# Duphornhöhe
Die Duphornhöhe ist ein Höhenzug an der Borchgrevink-Küste des ostantarktischen Viktorialands. Sie ragt am westlichen Ende der Downshire-Kliffs auf der Ostseite der Adare-Halbinsel auf.
Wissenschaftler der deutschen Expedition GANOVEX I (1979–1980) nahmen ihre Benennung vor. Namensgeber ist der deutsche Geologe Klaus Duphorn (1934–2021), der an dieser Forschungsreise beteiligt war.